# Raeda Saadeh
Raeda Saadeh (1977-) es una artista palestina. Ganó el "Premio Artista Joven del Año" de la Qattan Foundation en el año 2000.

## Vida
Nació en Umm al-Fahm, una ciudad del norte de Israel habitada principalmente por personas de origen palestino. Recibió su licenciatura y su máster de la Academia de Artes y Diseño Belazel, en Jerusalén. También estudió en la Escuela de Artes Visuales de Nueva York.
Su trabajo se encuentra en la colección del Museo de Victoria y Alberto, en el Fonds régional d'arte contemporain francés y en Le Magasin en Grenoble.
Vive y trabaja en Jerusalén.

## Exposiciones
- 2007 "Vacuum" proyectado en la Bienal 8 de Sharjah.[4]
- 2005 "Museo de arte de Sharjah", en Colonia, Alemania.
- 2005 "Encuentros Mediterráneos," en Castello Ruffo, Scilla, Italia.
- 2004 "Mediterráneos," Macro Museo D'Arte Contemporanea de Roma, Italia.
- 2004 Muestra Final de la Academia de artes y diseño Belazel, en Tel Aviv.
- 2004 Unscene, Universidad de Greenwich, Londres, Reino Unido.[5]